# Championnat du monde de Superbike 1993
Navigation
Championnat 1992 Championnat 1994
Le Championnat du monde de Superbike 1993 est la 6e édition du Championnat du monde de Superbike.

La saison a débuté le 9 avril et s'est terminée le 17 octobre après 13 manches.
Scott Russell a remporté le titre pilote grâce à ses 5 victoires et Ducati le titre constructeur.

## Système de points
| Position | 1  | 2  | 3  | 4  | 5  | 6  | 7 | 8 | 9 | 10 | 11 | 12 | 13 | 14 | 15 |
| Points   | 20 | 17 | 15 | 13 | 11 | 10 | 9 | 8 | 7 | 6  | 5  | 4  | 3  | 2  | 1  |

## Calendrier
| Nb | Date         | Pays               | Circuit        | Course 1          | Course 2          | Rapport |
| -- | ------------ | ------------------ | -------------- | ----------------- | ----------------- | ------- |
| 1  | 9 avril      | GBR                | Brands Hatch   | Giancarlo Falappa | Giancarlo Falappa | Rapport |
| 2  | 9 mai        | Allemagne          | Hockenheim     | Giancarlo Falappa | Scott Russell     | Rapport |
| 3  | 29 mai       | Espagne            | Albacete       | Carl Fogarty      | Carl Fogarty      | Rapport |
| 4  | 27 juin      | San Marino         | Misano         | Giancarlo Falappa | Giancarlo Falappa | Rapport |
| 5  | 11 juillet   | Autriche           | Österreichring | Andreas Meklau    | Giancarlo Falappa | Rapport |
| 6  | 18 juillet   | République tchèque | Brno           | Carl Fogarty      | Scott Russell     | Rapport |
| 7  | 8 août       | Suède              | Anderstorp     | Carl Fogarty      | Carl Fogarty      | Rapport |
| 8  | 22 août      | Malaisie           | Johor          | Carl Fogarty      | Carl Fogarty      | Rapport |
| 9  | 28 août      | JPN                | Sugo           | Carl Fogarty      | Scott Russell     | Rapport |
| 10 | 12 septembre | Pays-Bas           | Assen          | Carl Fogarty      | Carl Fogarty      | Rapport |
| 11 | 26 septembre | Italie             | Monza          | Aaron Slight      | Giancarlo Falappa | Rapport |
| 12 | 3 octobre    | GBR                | Donington      | Scott Russell     | Scott Russell     | Rapport |
| 13 | 17 octobre   | Portugal           | Estoril        | Fabrizio Pirovano | Carl Fogarty      | Rapport |

## Classements

### Pilotes
| Pos | Pilote               | Constructeur | Points | Victoires |
| --- | -------------------- | ------------ | ------ | --------- |
| 1   | Scott Russell        | Kawasaki     | 378.5  | 5         |
| 2   | Carl Fogarty         | Ducati       | 349.5  | 11        |
| 3   | Aaron Slight         | Kawasaki     | 316    | 1         |
| 4   | Fabrizio Pirovano    | Yamaha       | 290    | 1         |
| 5   | Giancarlo Falappa    | Ducati       | 255    | 7         |
| 6   | Piergiorgio Bontempi | Kawasaki     | 184.5  | 0         |
| 7   | Stéphane Mertens     | Ducati       | 172    | 0         |
| 8   | Terry Rymer          | Yamaha       | 116    | 0         |
| 9   | Christer Lindholm    | Yamaha       | 102    | 0         |
| 10  | Mauro Lucchiari      | Ducati       | 94.5   | 0         |
| 11  | Fred Merkel          | Yamaha       | 91.5   | 0         |
| 12  | Juan Garriga         | Ducati       | 71     | 0         |
| 13  | Brian Morrison       | Kawasaki     | 66     | 0         |
| 14  | Jeffrey de Vries     | Yamaha       | 63.5   | 0         |
| 14  | Andreas Meklau       | Ducati       | 63.5   | 1         |
| 16  | Jamie Whitham        | Yamaha       | 58     | 0         |
| 17  | Fabrizio Furlan      | Kawasaki     | 49     | 0         |
| 18  | Adrien Morillas      | Kawasaki     | 43     | 0         |
| 19  | Andreas Hofmann      | Kawasaki     | 40     | 0         |
| 20  | Keiichi Kitagawa     | Kawasaki     | 34     | 0         |
| 21  | Simon Crafar         | Ducati       | 32     | 0         |
| 22  | Trip Nobles          | Yamaha       | 31     | 0         |
| 23  | Jean-Marc Delétang   | Honda        | 31     | 0         |
| 24  | Shouichi Tsukamoto   | Kawasaki     | 30     | 0         |
| 25  | Ernst Gschwender     | Ducati       | 29     | 0         |
| 26  | Baldassarre Monti    | Ducati       | 23     | 0         |
| 27  | Dominique Sarron     | Yamaha       | 20     | 0         |
| 28  | Hervé Moineau        | Suzuki       | 19     | 0         |
| 29  | Aldo Presciutti      | Ducati       | 18     | 0         |
| 30  | Edwin Weibel         | Ducati       | 17     | 0         |
| 31  | Daniel Amatriaín     | Ducati       | 20     | 0         |
| 32  | Toshiyuki Arakaki    | Yamaha       | 15     | 0         |
| 33  | Marcel Ernst         | Kawasaki     | 14.5   | 0         |
| 34  | Niall Mackenzie      | Ducati       | 13     | 0         |
| 35  | Denis Bonoris        | Kawasaki     | 11     | 0         |
| 36  | Valerio Destefanis   | Yamaha       | 11     | 0         |
| 37  | Christian Lavieille  | Honda        | 11     | 0         |
| 38  | Alex Vieira          | Yamaha       | 11     | 0         |
| 39  | David Jefferies      | Yamaha       | 9      | 0         |
| 40  | Roger Kellenberger   | Yamaha       | 9      | 0         |
| 41  | Rob Phillis          | Kawasaki     | 9      | 0         |

### Constructeurs
| Pos | Constructeur | Pts |
| --- | ------------ | --- |
| 1   | Ducati       | 480 |
| 2   | Kawasaki     | 441 |
| 3   | Yamaha       | 343 |
| 4   | Honda        | 59  |
| 5   | Suzuki       | 23  |